# ミゲル・アンヘル・フェリクス・ガジャルド
ミゲル・アンヘル・フェリクス・ガジャルド（Miguel Ángel Félix Gallardo、1946年1月8日 -  、一般にエル・ジェフェ・デ・ジェフェス（El Jefe de Jefes、英訳でThe Boss of Bosses、やエル・パドリーノ（El Padrino、英訳でThe Godfatherの意）という別名で呼ばれる）は、有罪判決を受けたメキシコの麻薬王であり、メキシコとそれに沿った回廊の麻薬密売の大部分を管理していたグアダラハラ・カルテルの創設者の一人であった。